# Donacidae
Donacidae (nomeadas, em inglêsː wedge shell ou wedge clam -sing., com wedge, na tradução para o português, significando "cunha"; também denominadas donax, butterfly shell ou coquina; em Portugalː conquilha ou cadelinha -sing.; na Espanhaː coquina ou tallarina; em catalãoː tellerina -sing.) é uma pequena família, com três gêneros, de moluscos Bivalvia marinhos filtradores, na maioria tropicais e cujo habitat são os rasos bentos de substratos lodosos ou arenosos da zona entremarés das praias e baías litorâneas da Terra; onde se enterram, com o seu pé bem desenvolvido, sempre em posição vertical e logo abaixo da superfície de onde os animais estendem dois sifões, acima da superfície, para filtrar o plâncton. Os Donacidae foram classificados por John Fleming, em 1828, e pertencem à ordem Cardiida.

## Descrição
Compreende, em sua totalidade, animais com conchas moderadamente frágeis e dotadas de 2 valvas visíveis, normalmente de formatos triangulares e pequenas, mais truncadas na parte posterior e atingindo tamanhos de até 7 centímetros de comprimento, quando desenvolvidas. São caracterizados por ter, muitas vezes, uma ampla variação de cores em uma mesma espécie, em branco, cinza, marrom, vermelho, laranja, cor-de-rosa, amarelo, azul, violeta ou púrpura, geralmente com linhas radiais, que partem do umbo, como ornamentação. O interior das valvas geralmente recebe ornamentação de coloração violeta e a superfície externa pode apresentar uma fina escultura de linhas radiais paralelas ou linhas de crescimento, além de apresentar um perióstraco, bastante fino, lhe recobrindo.

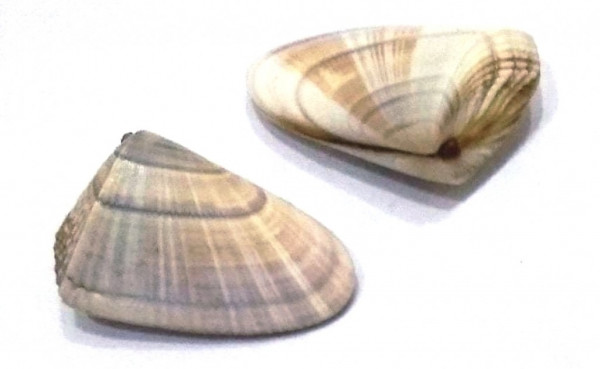
Duas conchas de Donax hanleyanus Philippi, 1847[1] com as valvas unidas; coletadas no Guarujá, São Paulo, Brasil, sem o animal.

## Uso humano como alimento
Diversas espécies de Donacidae são empregadas na alimentação humana, dentre elas as espécies do gênero Donax Linnaeus, 1758 e Iphigenia brasiliensis (Lamarck, 1818).

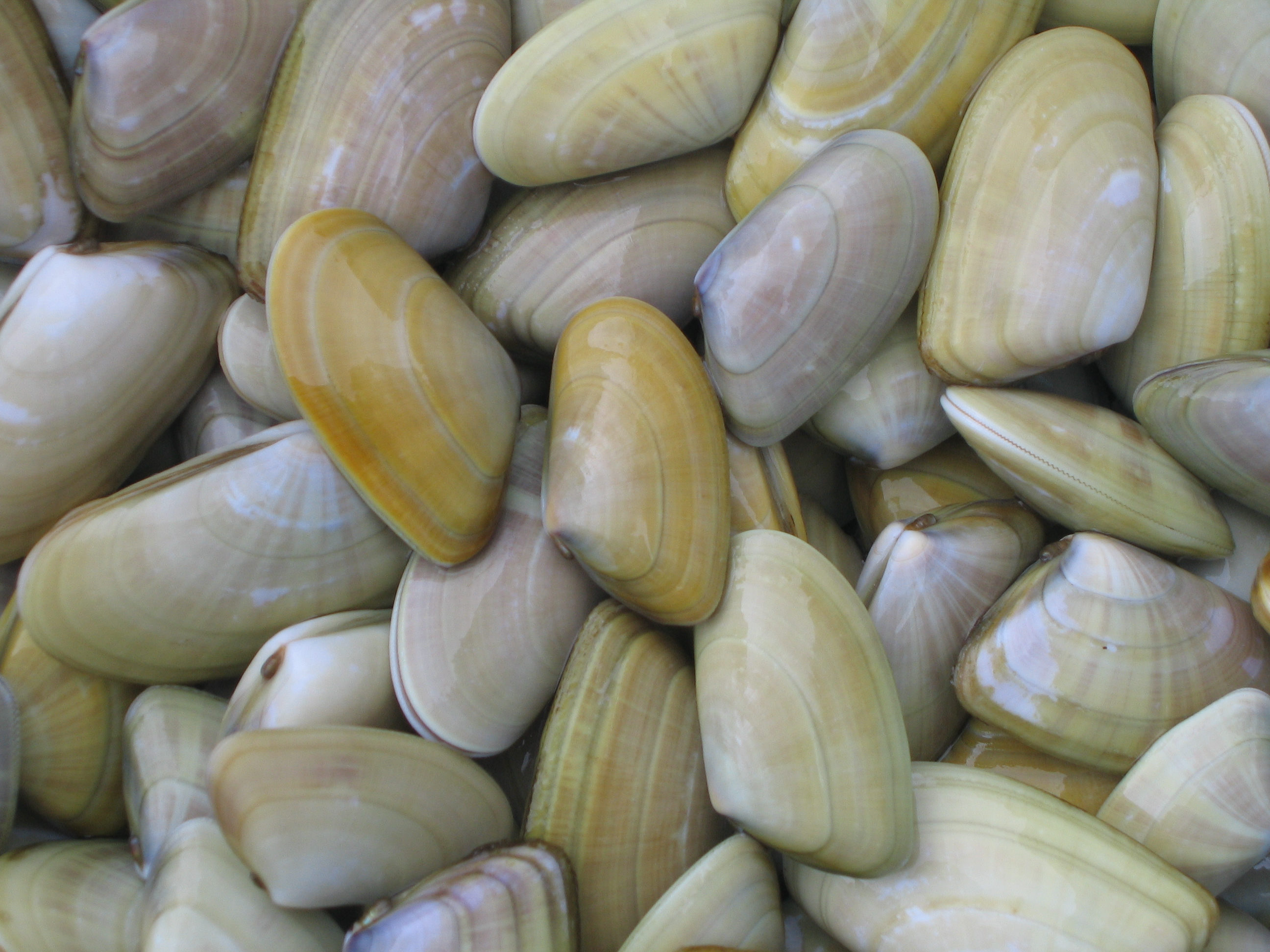
Conchas de Donax trunculus Linnaeus, 1758[1], na França; uma espécie comestível.

## Classificação deDonacidae: gêneros viventes
De acordo com o World Register of Marine Species, incluídos os sinônimos.
Donax Linnaeus, 1758
= Amphichaena Philippi, 1847
= Capsella Gray, 1851
= Serrula Mörch, 1853
Galatea Bruguière, 1797
= Potamophila G. B. Sowerby I, 1822
Iphigenia Schumacher, 1817
= Profischeria Dall, 1903